# Joaquim Fernandes de Carvalho
Joaquim Fernandes de Carvalho (,  — , ) foi um político brasileiro e senhor de engenho de cana de açúcar no Vale do Rio Paraíba, no município de Cruz do Espírito Santo, no estado da Paraíba. Era filho do coronel José Fernandes de Carvalho e Córdula (Dindinha) Galdina Alves da Silva.
No período de 1891 a 1892 governou, ao lado de Cláudio do Amaral Savaget e Eugênio Toscano de Brito, o estado da Paraíba por meio de uma junta governativa, que tinha deposto o governador Venâncio Augusto de Magalhães Neiva.